# Reyðarfjörður
Reyðarfjörður – miasto we wschodniej Islandii, w regionie Austurland, w gminie Fjarðabyggð (utworzonej 7 czerwca 1998). Na początku 2018 liczyło 1 270 mieszkańców.
Zlokalizowane nad fiordem o tej samej nazwie (ok. 30 km w głąb lądu) oraz rzeką Búðará i otoczone górami, z których najwyższa liczy 972 m n.p.m.
Znajduje się tu m.in. port rybacki oraz muzeum II wojny światowej, w którym zrekonstruowano życie w koszarach i zgromadzono wiele zdjęć z tego okresu (ze względu na swoje strategiczne położenie i dobre warunki portowe Reyðarfjörður stało się drugą co do wielkości bazą aliancką na Islandii). Ośrodek przemysłu spożywczego. Od 2007 działa tu huta aluminium Fjardaál, wybudowana w latach 2004-2007 głównie przez robotników z Polski.
Pomimo często deszczowej i mglistej pogody, latem notuje się tutaj najwyższe temperatury na Islandii.